# Gorgona (film)
Gorgona (ang. The Gorgon) – brytyjski film grozy z 1964 roku. Film nawiązuje do mitycznej Gorgony z greckiej mitologii.

## Treść[1]
Akcja toczy się w początkach XX wieku w niewielkiej niemieckiej wiosce Vandorf, gdzie od pewnego czasu giną ludzie. Wśród zaginionych jest córka miejscowego notabla i kochanka malarza Bruno Heitza. Po jej zniknięciu malarz popełnia samobójstwo. Policja dochodzi do wniosku, że to on ją zamordował. Ojciec Heitza nie wierzy w taką wersję wydarzeń i na własną rękę postanawia poznać prawdę.

## Główne role[2]
- Christopher Lee – profesor Karl Meister
- Peter Cushing – dr Namaroff
- Richard Pasco – Paul Heitz
- Barbara Shelley – Carla Hoffman/Magera
- Michael Goodliffe – profesor Jules Heitz
- Patrick Troughton – inspektor Kanof
- Joseph O’Conor – koroner
- Prudence Hyman – Gorgon body
- Jack Watson – Ratoff
- Redmond Phillips – Hans
- Jeremy Longhurst – Bruno Heitz
- Toni Gilpin – Sascha Cass
- Joyce Hemson – Martha
- Alister Williamson – Janus Cass
- Michael Peake